# Marcel Alavoine
Marcel Alavoine, (Templeuve, 3 april 1898 - 1967) was een Belgische atleet, die zich had toegelegd op de lange afstand en het veldlopen. Hij nam eenmaal deel aan de Olympische Spelen en veroverde op drie onderdelen vijf Belgische titels.

## Biografie
Alavoine veroverde in 1921 zijn eerste Belgische titel in het veldlopen door samen met zijn clubgenoot Auguste Broos als eerste over de streep te komen. In 1923 werd hij Belgisch kampioen op de 10.000 m met een Belgisch record. Hij verbeterde de tijd van Aimé Proot met twee seconden tot 33.17,0.
In 1924 veroverde Alavoine de Belgische titels op de 5000 m en de 10.000 m. Hij was geselecteerd voor de Olympische Spelen in Parijs, waar hij niet startte op de 10.000 m en vijftiende werd op de marathon. In 1925 veroverde hij zijn laatste Belgische titel op de 5000 m.

### Clubs
Alavoine was aangesloten bij Union Sint-Gillis. Hij werd nadien trainer bij FC Luik.

### Trainer
Na zijn actieve carrière werd Alavoine trainer. Hij trainde onder andere Etienne Gailly, Gaston Reiff, Aureel Vandendriessche en Robert Folie.

## Belgische kampioenschappen
| Onderdeel | Jaar       |
| --------- | ---------- |
| 5000 m    | 1924, 1925 |
| 10.000 m  | 1923, 1924 |
| veldlopen | 1921       |

## Persoonlijk record
| Onderdeel | Prestatie       | Datum            | Plaats    |
| --------- | --------------- | ---------------- | --------- |
| 10.000 m  | 33.17,0 (ex-NR) | 9 september 1923 | Antwerpen |

## Palmares

### 1500 m
- 1922:  BK AC

### 5000 m
- 1922:  BK AC
- 1924:  BK AC – 16.01,8
- 1925:  BK AC – 16.09,0

### 10.000 m
- 1923:  BK AC – 33.17,0 (NR)
- 1924: DNS OS in Parijs
- 1924:  BK AC – 35.36,0

### marathon
- 1924: 15e OS in Parijs – 3:03.20

### veldlopen
- 1921:  BK AC in Bosvoorde
- 1922:  BK AC
- 1923:  BK AC in Bosvoorde
- 1923: 8e Landenprijs in Maisons-Lafitte
- 1925:  BK AC